# Wuppertalbewegung

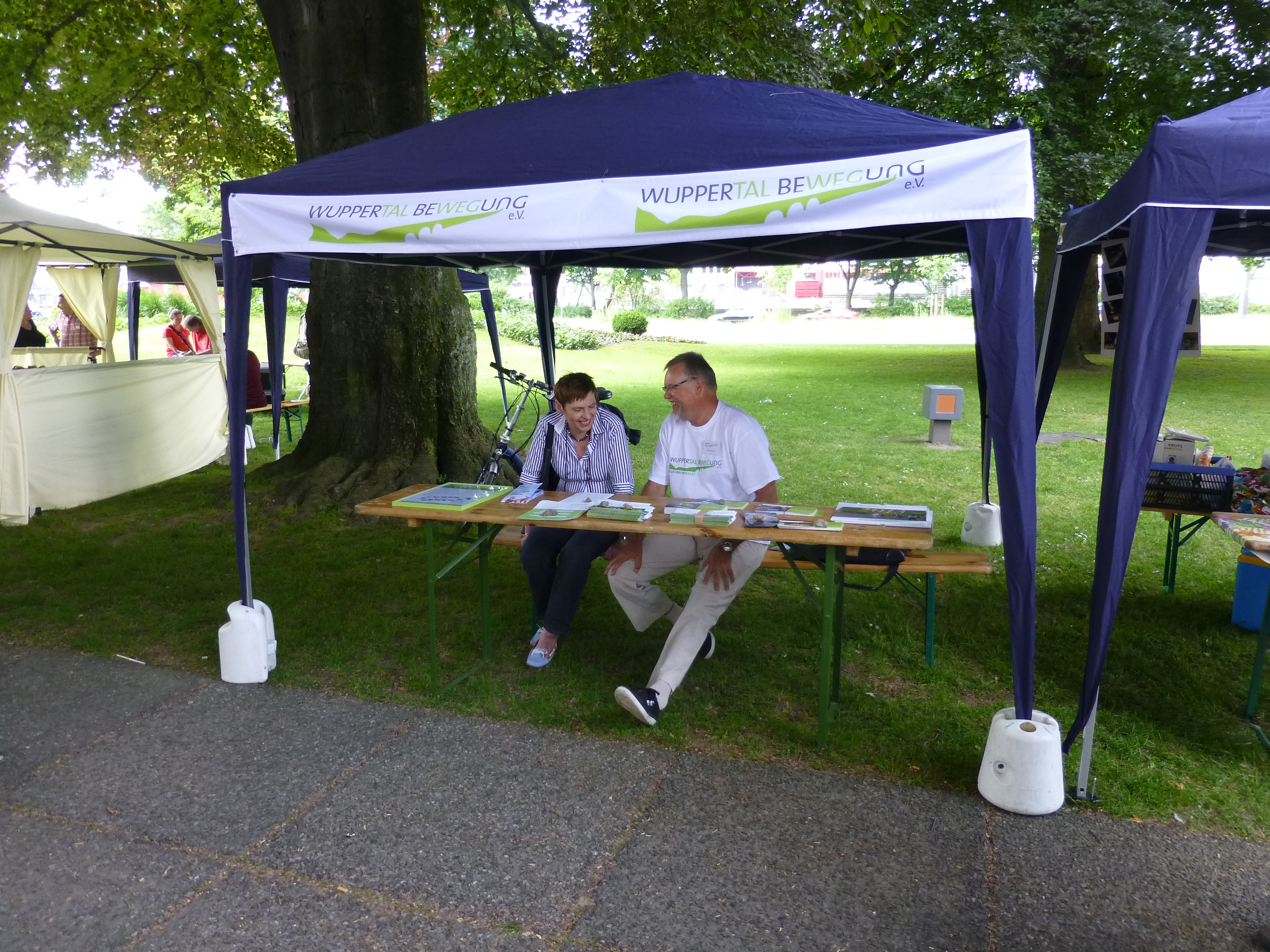
Stand der Wuppertalbewegung (2013)

Die Wuppertalbewegung e. V. ist ein am 6. Februar 2006 gegründeter gemeinnütziger Verein in Wuppertal, dessen Vereinszweck das private bürgerliche Engagement für die Stadtentwicklung Wuppertals ist.
Der Verein hat knapp 2000 Mitglieder. Vorsitzender ist Carsten Gerhardt.

## Projekte

### Nordbahntrasse
Als erstes Projekt hat der Verein die erfolgreiche Umwandlung der Trasse der stillgelegten 22 Kilometer langen Wuppertaler Nordbahn – Teilstück der Bahnstrecke Düsseldorf-Derendorf–Dortmund Süd- zu dem Fuß- und Radweg Nordbahntrasse initiiert, die Fördermittel und notwendigen Eigenmittel akquiriert und den Umbau teilweise in eigener Regie durchgeführt.
Die Wuppertalbewegung e. V. betreut auch weiterhin die Nordbahntrasse. Sie hat mit der Stadt Wuppertal vertraglich ihre dauernde Beteiligung an der Weiterentwicklung der Nordbahntrasse festgeschrieben. Sie organisiert über 70 Schulen, Unternehmen und einzelne Bürgerinnen und Bürger, die als Trassenpaten helfen, die Nordbahntrasse in einem guten Zustand zu erhalten und trotz der teilweise sehr starken Inanspruchnahme in die Innenstadtbereichen das Miteinander zu gestalten.

### Draisine und Eisenbahngeschichte
Die Wuppertalbewegung e. V. will die Erinnerung an die Eisenbahngeschichte der Trasse wachhalten. Am restaurierten ehemaligen Bahnhof Loh betreibt die Eisenbahngruppe der Wuppertalbewegung auf einer 1,6 km langen Gleisstrecke mit Weichen und Signalen eine Draisinenstrecke. Fahrten finden hier bei gutem Wetter immer sonntagnachmittags oder nach Vereinbarung statt und sind kostenlos.

### Schwarzbachtrasse
Als zweites Projekt hat die Wuppertalbewegung von 2018 bis 2020 mit der Schwarzbachtrasse einen etwa 2 km langen Abzweig von der Nordbahntrasse von Oberbarmen nach Langerfeld hergestellt. Dadurch erhielten weitere 50.000 Bürger direkten autofreien Zugang zur Nordbahntrasse und damit zu den Wuppertaler Zentren Barmen und Elberfeld. Die Wuppertalbewegung hatte von der Stadtverwaltung ein Erbbaurecht einräumen lassen. Der Verein erstellte die Planung, erhielt 3,2 Millionen Euro Fördermittel vom Bundesministerium für Umwelt, Naturschutz, nukleare Sicherheit und Verbraucherschutz und fungierte als Bauherr des Umbaus. Die geplanten Projektkosten wurden unterschritten, sodass ca. 300.000 Euro der Fördermittel zurückzugeben werden konnten. Die Wuppertalbewegung stellt der Bevölkerung die Schwarzbachtrasse zunächst als Privatweg zur Verfügung, bis das Erbbaurecht 2025 an die Stadt Wuppertal zurückfällt.

### AussichtspunktBelvedere
Auf einem Felssporn über der Nordbahntrasse am Askanierpark in Wichlinghausen konnte die Wuppertalbewegung als drittes Projekt dank einer Spende von Jörg Mittelsten Scheid von 450.000 € im Jahr 2019 einen parkartigen Aussichts- und Ruhepunkt mit dem Namen Belvedere schaffen, inklusive eines Wetterschutzes. Von dort haben Besucher tagsüber einen weiten Blick über Barmen. Für Unterhaltung und Pflege des in Erbpacht erworbenen Grundstücks ist auf Dauer die Wuppertalbewegung verantwortlich.

### Accelerator für Start-up-UnternehmenCircular Valley
Ein weiteres Projekt der Wuppertalbewegung neben der weiteren Pflege der bisherigen Projekte ist seit 2020 Circular Valley, ein Accelerator für Start-up-Unternehmen mit der Zukunftsaufgabe Kreislaufwirtschaft, der den Industrie- und Wissenschaftsstandort Wuppertal stärken und zu einem Hotspot für Zukunftstechnologien machen soll. Ausgewählte Start-ups und Forscher aus aller Welt werden eingeladen, vorübergehend in Wuppertal zu arbeiten und Geschäftsideen und Technologien für die Kreislaufwirtschaft weiterzuentwickeln. Zudem besteht die Möglichkeit einer gezielten Vernetzung mit vielen Wissenschaftseinrichtungen und Unternehmen der Region, für die Kreislauflösungen eine immer größere Bedeutung bekommen.

## Auszeichnungen
Seit 2007 haben die Wuppertalbewegung und ihre Akteure zahlreiche Auszeichnungen erhalten. Das Projekt erhielt 2015 den Deutschen Fahrradpreis in der Kategorie „Infrastruktur“, ein Jahr später wurde dem Gründer Carsten Gerhardt für sein Engagement der Ehrenring der Stadt Wuppertal verliehen. 2017 zeichnete der Landschaftsverband Rheinland Gerhardt für sein Engagement im Bereich der Landschaftspflege und der Kultur mit dem Rheinlandtaler aus. Besonders das langjährige und andauernde Bürgerengagement, die Zukunftsfähigkeit des Projektes und seine Initialzündung für die Entwicklung einer wegen ihrer hügeligen Topographie bisher fahrradfernen Stadt zu einer Fahrradstadt wurden damit anerkannt.